# Museo dell'oro del Banco della Repubblica di Colombia
Il Museo dell'oro del Banco della Repubblica di Colombia (in spagnolo: El Museo del Oro del Banco de la República de Colombia) è un museo situato a Bogotà, capitale della Colombia.
Fu fondato nel 1939 dal Banca centrale della Repubblica di Colombia, la banca centrale colombiana, al fine di proteggere il patrimonio archeologico nazionale.
Espone la più grande collezione al mondo di manufatti d'oro di epoca pre-colombiana. Sono inoltre presenti opere in pietra, legno, metallurgiche e tessili di alto valore archeologico, testimonianti la vita delle diverse popolazioni che abitavano l'attuale Colombia prima dell'arrivo degli europei.

## Galleria d'immagini

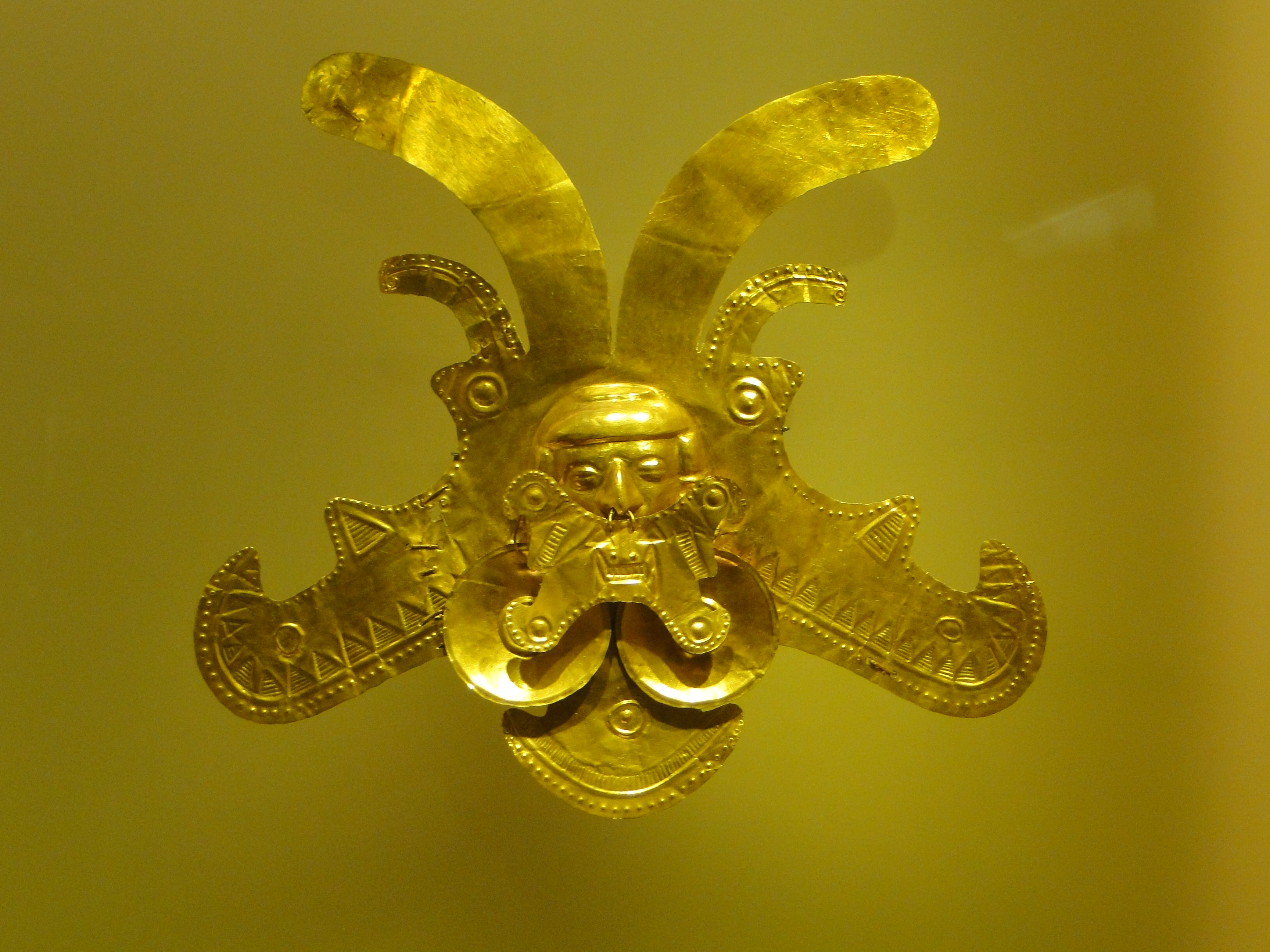
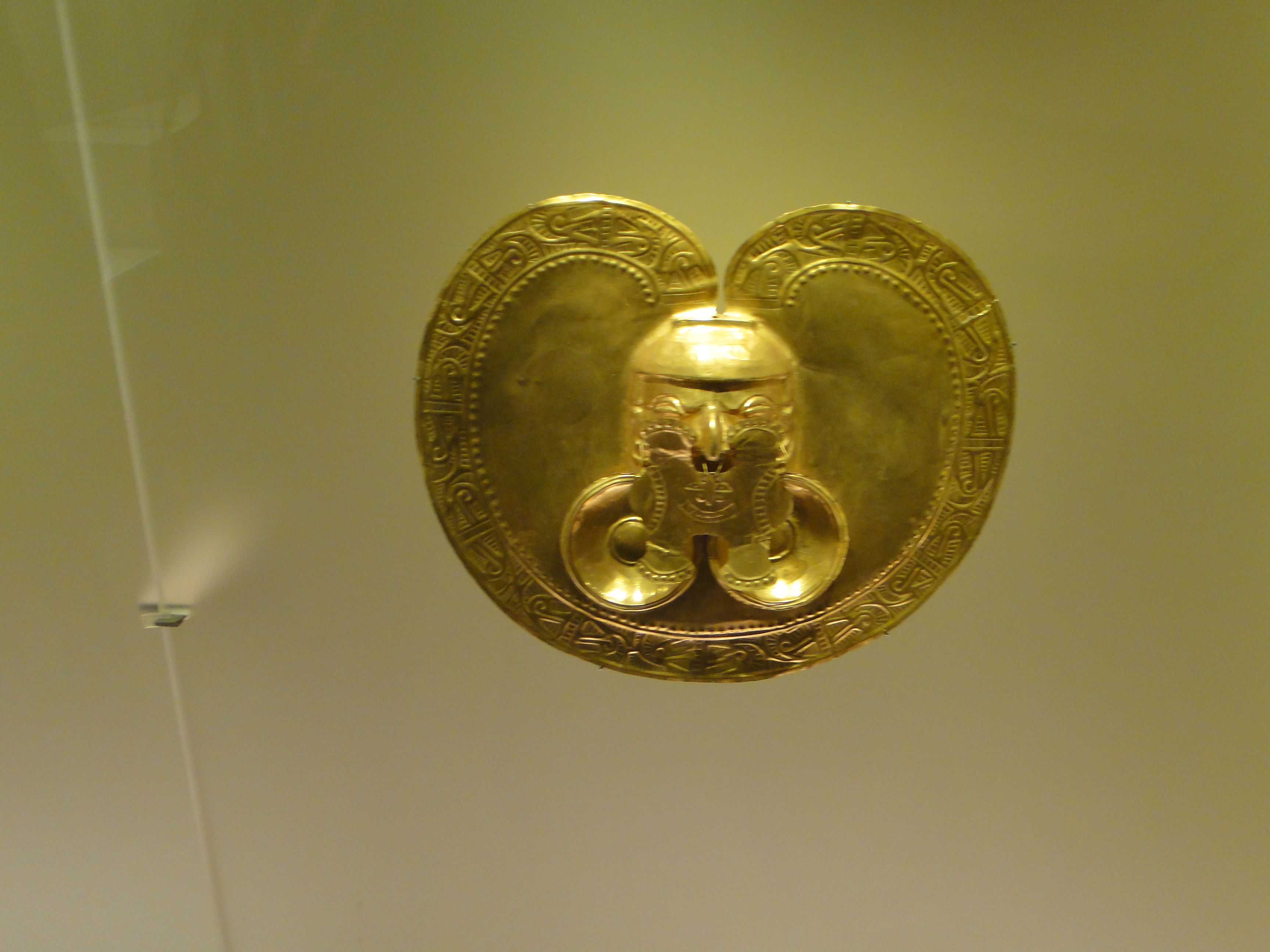
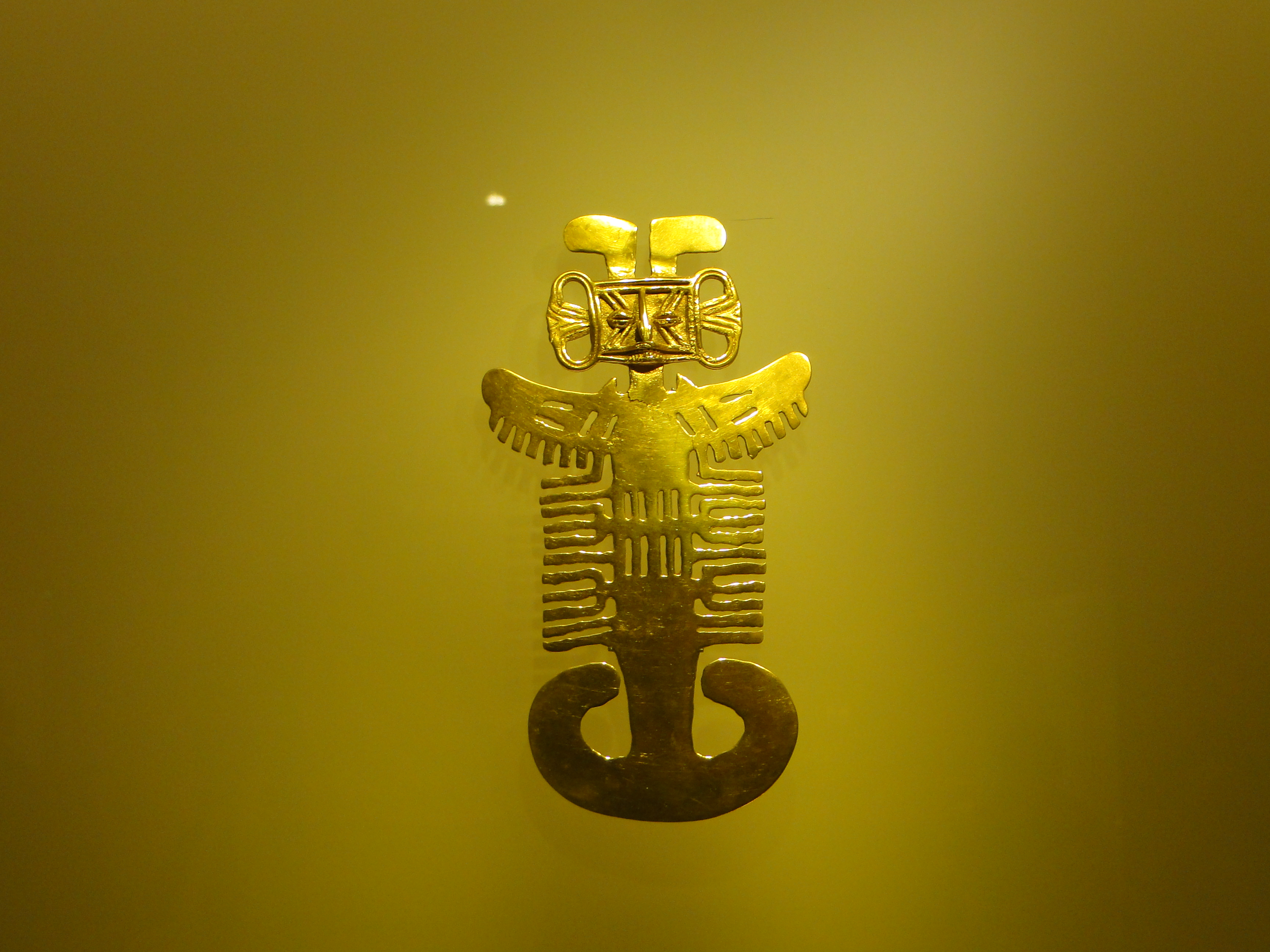
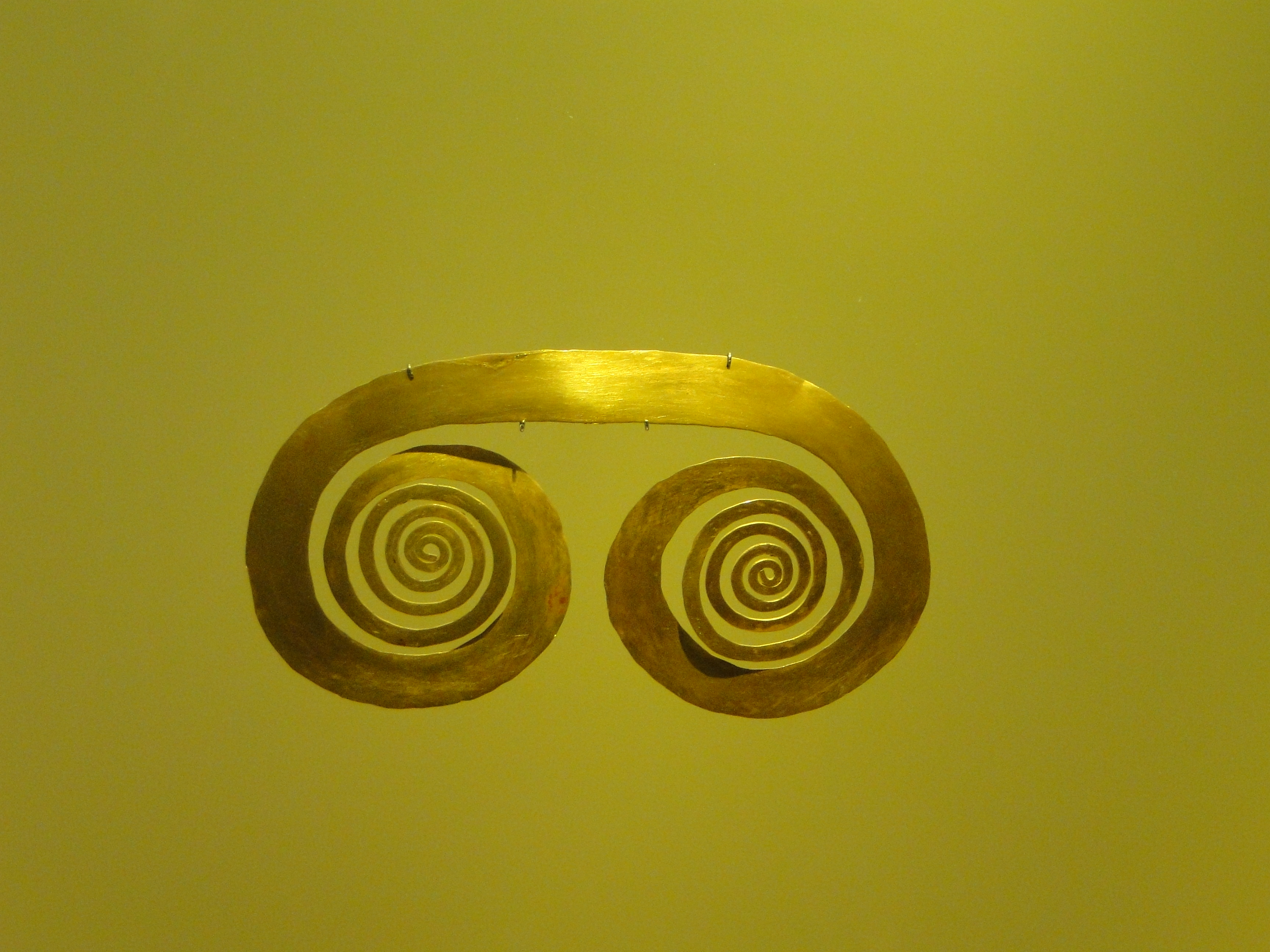
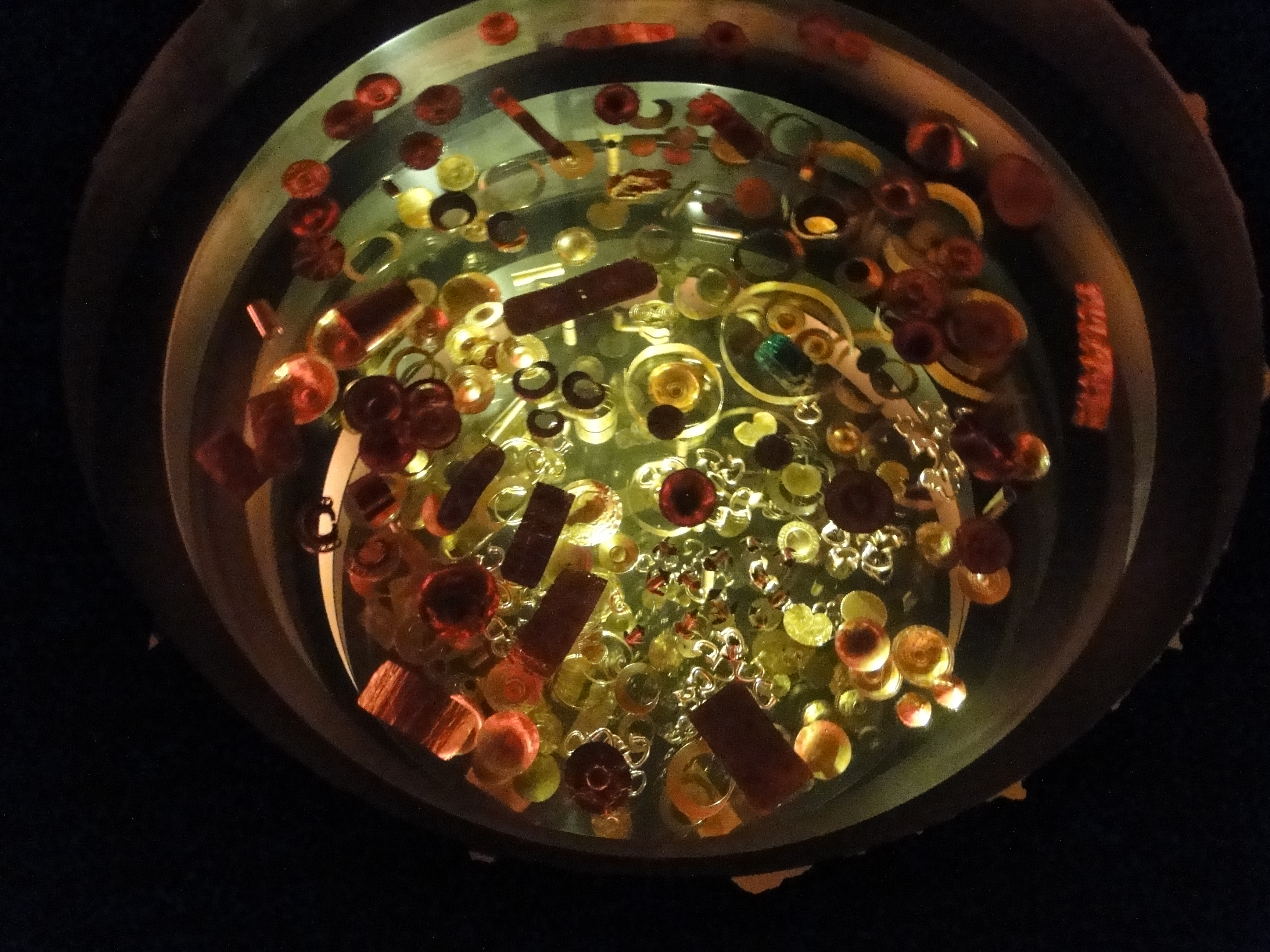
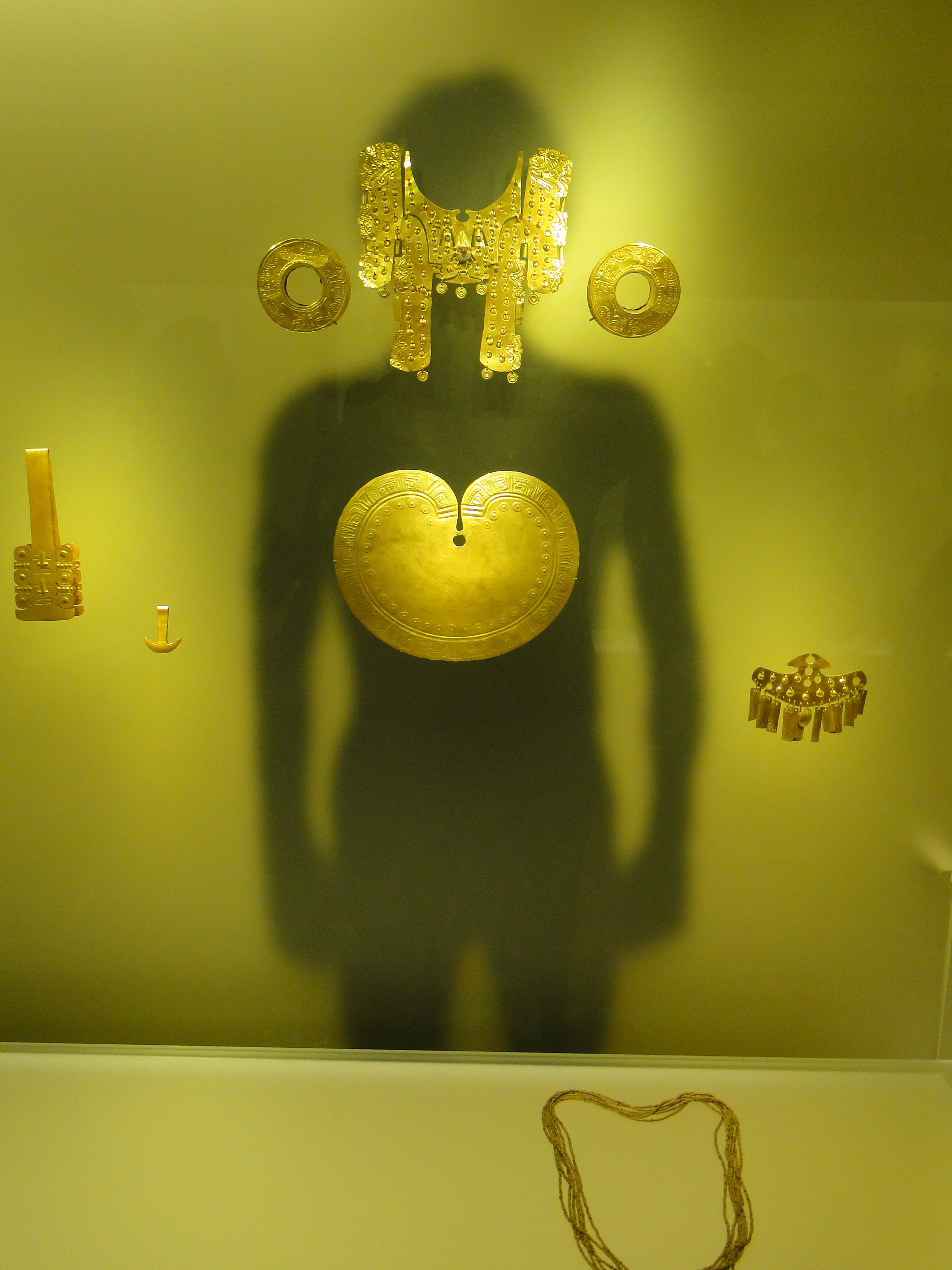
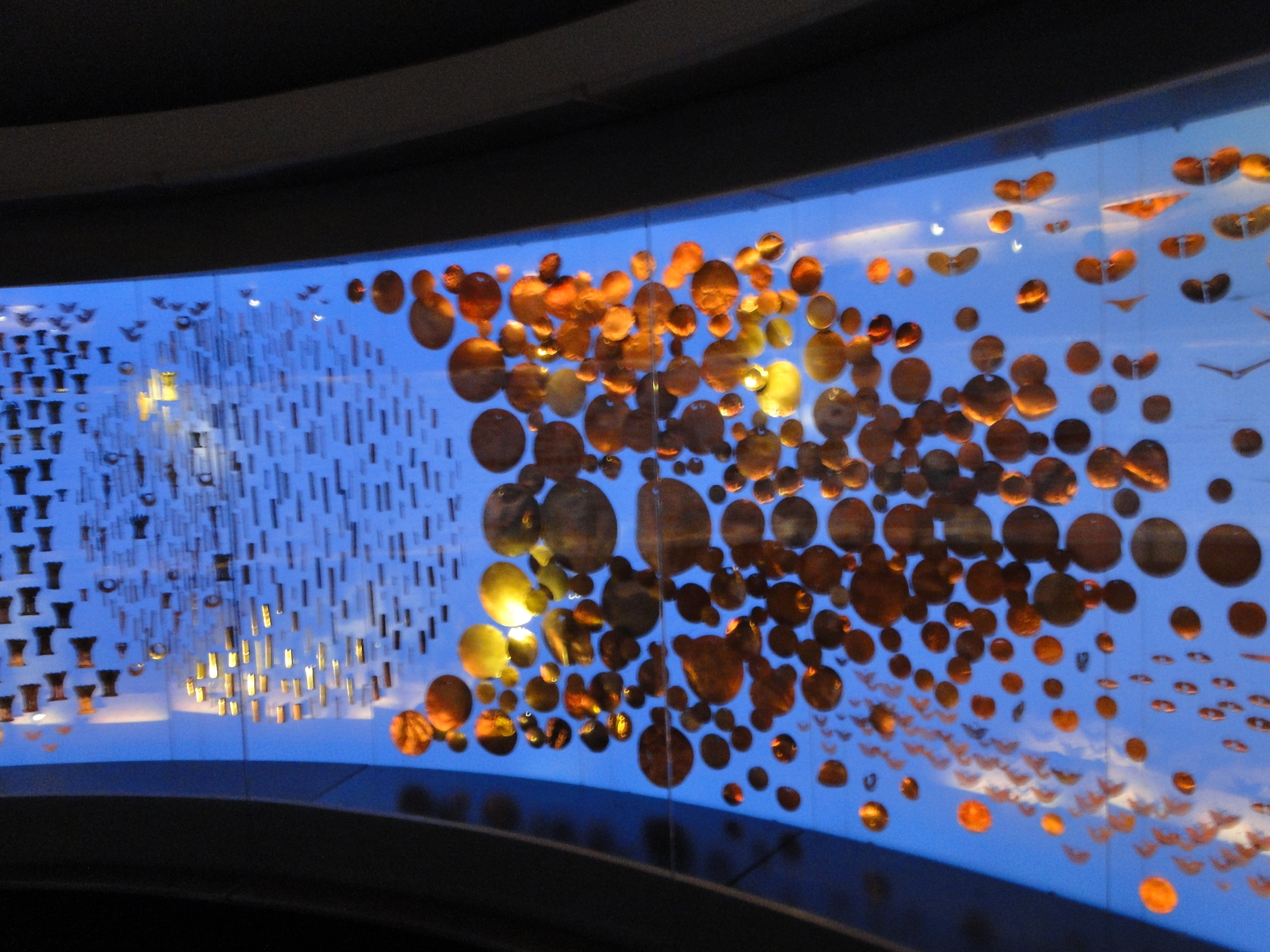